# Svatyně Kumano Hongú
Svatyně Kumano Hongú (japonsky 熊野本宮大社, Kumano Hongú Taiša) je šintoistická svatyně na území města Tanabe v prefektuře Wakajama v Japonsku. Dříve byla také známá pod názvem Kumano Nimasu Džindža (熊野坐神社). Ve svatyni jsou uctívána božstva svatyní Kumano Hajatama Taiša a Kumano Nači Taiša společně s vlastním božstvem Kumano Sanšo Gongen. Svatyně se poprvé objevila v historických záznamech v roce 856. Stála na břehu řeky Kumano od doby svého založení až do roku 1889, kdy byla poškozena při povodni. Při následné rekonstrukci v roce 1891 byla přesunuta na své dnešní místo. 
V červenci 2004 byla svatyně spolu s dalšími památkami na poloostrově Kii zapsána na Seznam světového dědictví UNESCO pod názvem Posvátná místa a poutní stezky v pohoří Kii. 